# Rhytiphora multituberculata
Rhytiphora multituberculata är en skalbaggsart som beskrevs av Stefan von Breuning 1966. Rhytiphora multituberculata ingår i släktet Rhytiphora och familjen långhorningar. Inga underarter finns listade i Catalogue of Life.